# Anemone rupicola
Anemone rupicola är en ranunkelväxtart. Anemone rupicola ingår i släktet sippor, och familjen ranunkelväxter.

## Underarter
Arten delas in i följande underarter:
- A. r. reniformis
- A. r. rupicola
- A. r. sericea
- A. r. glabriuscula